# 阿林娜·奥片内舍娃
阿林娜·帕夫洛芙娜·奥片内舍娃（俄语：Арина Павловна Опёнышева，1999年3月24日—）生于克拉斯诺亚尔斯克边疆区泽列诺戈尔斯克，是一名俄罗斯女子游泳运动员，主攻自由泳。她童年时便对游泳感兴趣，7岁时开始接触游泳。2017年秋，她进入路易斯維爾大學就读，并加入该校校队。奥片内舍娃的身高与臂长均低于大部分对手，然而她拥有较好的身体能力，这弥补了她身高上的劣势。